# نبردناو امپراتور الکساندر سوم
نبردناو امپراتور الکساندر سوم (به انگلیسی: Russian battleship Imperator Aleksandr III) یک کشتی بود که طول آن ۱۶۸ متر (۵۵۱ فوت) بود. این کشتی در سال ۱۹۱۴ ساخته شد.